# Marajá do Sena
Marajá do Sena is een gemeente in de Braziliaanse deelstaat Maranhão. De gemeente telt 6.954 inwoners (schatting 2009).